# Maria Clementina Sobieska
Maria Clementina Sobieska (18 iulie 1702 - 18 ianuarie 1735) a fost o nobilă poloneză, nepoata regelui Ioan al III-lea Sobieski.